# V404 الدجاجة

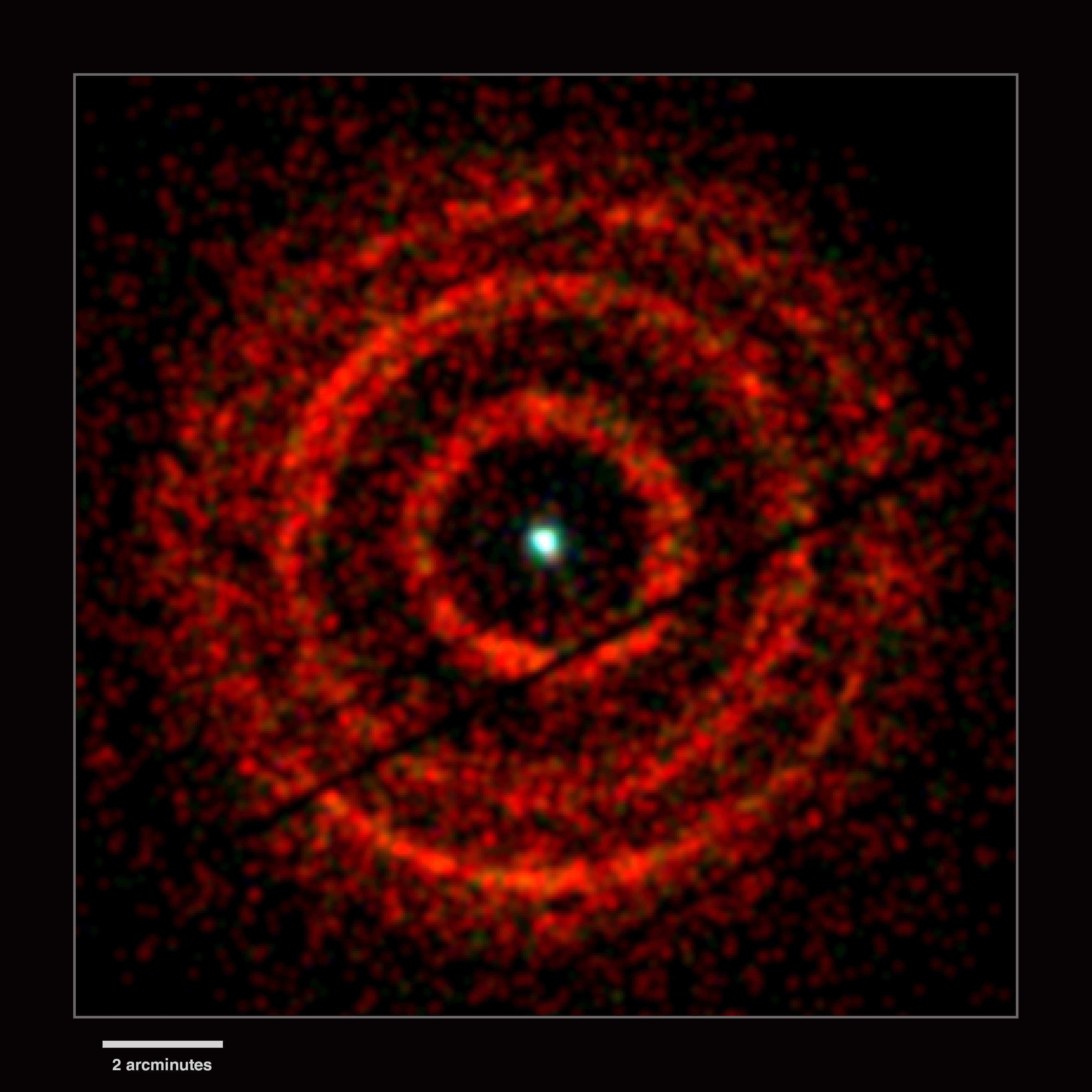

في 404 الدجاجة  في الفلك (بالإنجليزية: V404 Cygni) هو نجم ثنائي أحدهما ثقب أسود ذو كتلة تبلغ 12 كتلة شمسية 
و قرينه نجم ذو تصنيف نجمي إما G متأخر أو K في بدايته وكتلته أقل من الشمس قليلا ويوجد هذا النظام في كوكبة الدجاجة .
يدور النجمان حول مركز ثقلهما في دورة مقدارها 5و6 يوم وهما قريبان من بعضهما البعض. ونظرا لهذا القرب من بعضهما فإن النجم القرين يتخذ شكلا بيضاويا بسبب جاذبية الثقب الأسود الشديدة ، ويفقد النجم مادة تفارقه لتسقط على الثقب الأسود .
ويعني وجود حرف "V" في اسم الثنائي أنه نجم متغير والذي يتغير تألقة زمنيا فيزيد مرة ويضعف مرة . كما يعتبر النظام مستعر حيث أنه أصدر ثلاثة مرات على الأقل خلال القرن العشرين انفجارات متألقة أنتجت طاقة عالية . ويصدر النظام أشعة سينية قليلة الطاقة دوريا .
اكتشف الثقب الأسود في الثنائي في 404 الدجاجة عام 2009 وأصبح أول ثقب أسود يمكن تعيين بُعده عنا بدقة ، وتبلغ المسافة بينه وبيننا 2.390 سنة ضوئية (بالمقارنة بقطر المجرة نحو 100.000 سنة ضوئية) . 

## اكتشافه
في 22 مايو 1989 اكتشف فريق من العلماء اليابانيين يسمى فريق جنجا مصدرا جديدا للأشعة السينية في السماء وسجله الفريق تحت اسم GS 2023+338 . ثم اتضح بعد ذلك أن هذا المصدر يتطابق موضعيا مع الجرم المسجل في فهرس المستعرات تحت رقم في 404 الدجاجة.